# Swertia alternifolia
Swertia alternifolia är en gentianaväxtart som beskrevs av John Forbes Royle. Swertia alternifolia ingår i släktet Swertia och familjen gentianaväxter. Inga underarter finns listade i Catalogue of Life.